# ベニエ

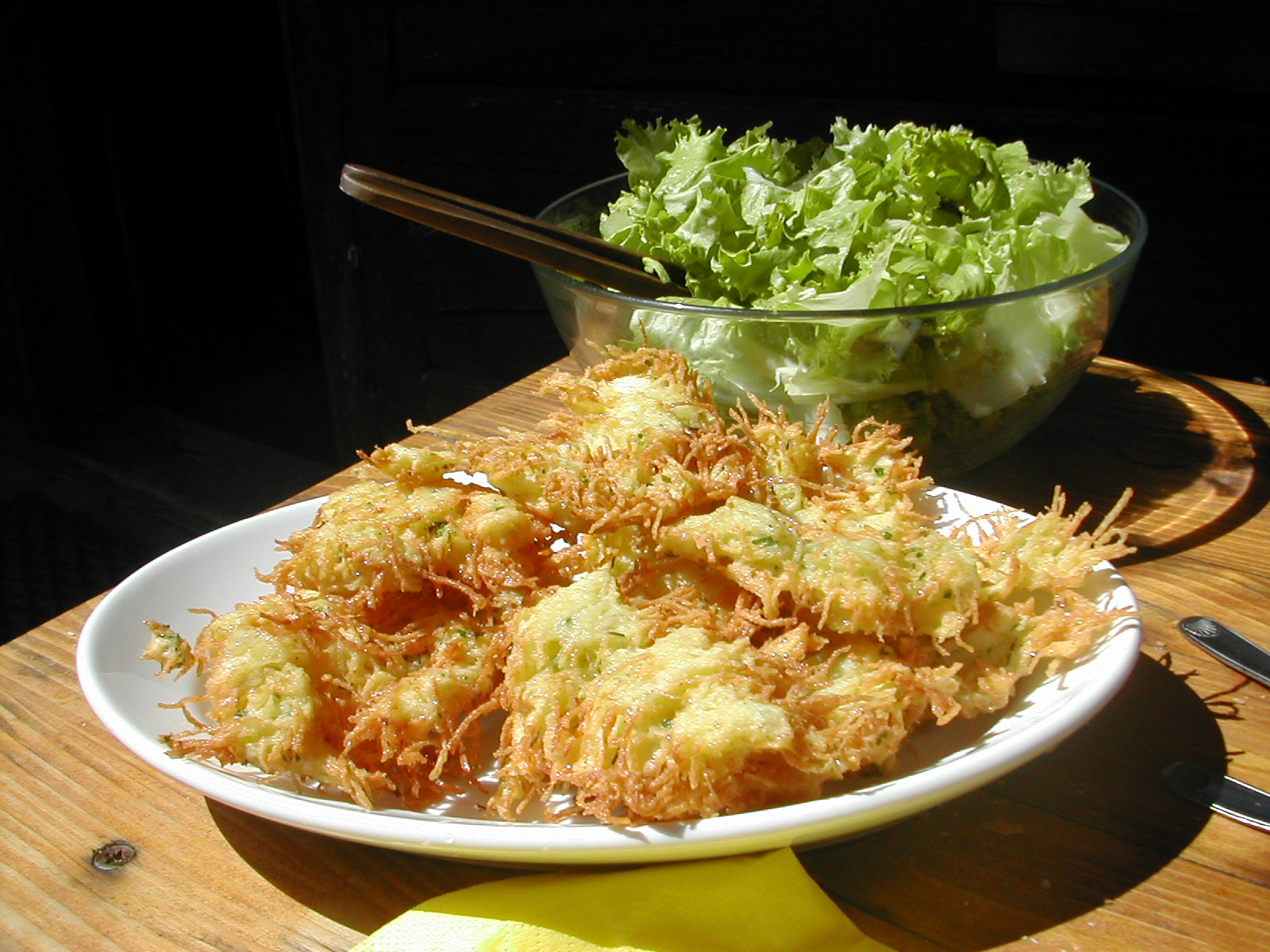
オート＝サヴォワ県のジャガイモのベニエ

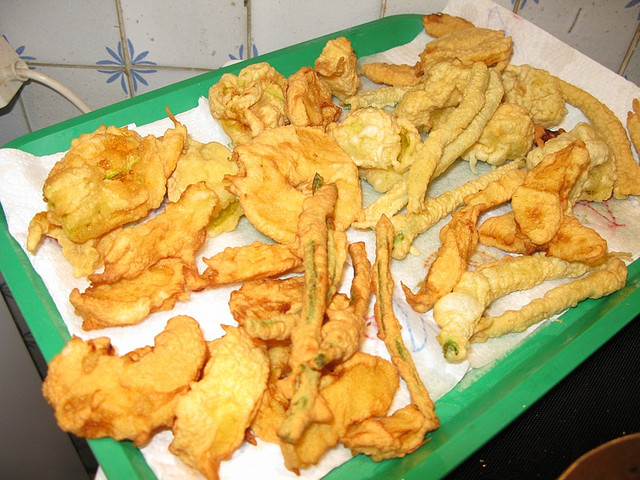
ズッキーニの花、サヤインゲン、青リンゴのベニエ（フランス）

ベニエ（仏: Beignet）は、生地を油で揚げた、ドーナツに似たペイストリーである。メープルシロップや果物を詰めたものは、オードブルとしても人気がある。
フランスでは、果物を詰めた生地を油で揚げたペイストリーの総称として用いられる。ベニエとは、フランス語で「揚げた生地」を意味する言葉である。揚げた果物を副菜として食べる伝統は、古代ローマ時代にまで遡る。料理名はフランス各地で微妙に異なり、メルヴェイユ（merveilles）、オレイェット（oreillettes）、ベニエ・ド・カルナヴァル（beignets de carnaval, 「謝肉祭のベニエ」）、ボットロー（bottereaux）、トゥルティソー（tourtisseaux）、コルヴシェ（corvechets）、ガンズ（ganses）、ヌーエ（nouets）、ヴォート（vautes）とも呼ばれる。リヨン名物として知られるビューニュ（bugnes）もベニエの一種である。
ベニエは、ペイストリーのタイプによって2つの種類に分けられる。1つはシュー皮生地を揚げたもので、イタリアのツェッポレや、ドイツのシュプリッツクーヘンに相当するものである。一方、出芽酵母で膨らませた、パン生地を揚げたタイプも存在する。フランスではブール・ド・ベルラン（boules de Berlin）と呼ばれ、これは丸い形でジャムか果物を詰めたベルリンのドーナツが語源である。ポーランドのポンチキやポルトガルのボーラ・デ・ベルリン（Bola de Berlim）ともよく似ている。
ドイツ西部では、果物の入ったものをベニエと呼び、入っていないものをクラップフェンと呼ぶ。
アメリカ合衆国では、クレオール料理の四角い粉砂糖をかけた揚げ菓子として知られる。ニューオーリンズの老舗カフェデュモンドのベニエが最も有名であり、ルイジアナ州の公式ドーナツでもある。
コルシカ島では、ヨーロッパグリの粉で作ったベニエはフリテッリとして知られる。